# Windmolens van Mykonos
De windmolens van Mykonos, met hun kenmerkende vorm en witte figuur, zijn een iconisch kenmerk van het Griekse eiland Mykonos.
De meeste windmolens kijken uit in de richting van het noorden, waar het klimaat van het eiland zijn sterkste winden produceert gedurende het grootste deel van het jaar. Er waren in totaal 20 windmolens op het eiland, de meeste gebouwd in of rond de belangrijkste haven en de Alefkantra-buurt van de stad Chora (Mykonos-Stad). 
Er zijn momenteel 16 windmolens op Mykonos, waarvan er zeven zijn gepositioneerd op de beroemde historische heuvel in Chora. De meeste werden gebouwd door de Venetianen in de 16e eeuw, maar de bouw ging door tot in het begin van de 20e eeuw. Ze werden voornamelijk gebruikt om tarwe te malen. Ze waren een belangrijke bron van inkomsten voor de inwoners. Ze hebben allemaal een ronde vorm, witte kleur en een puntdak en heel kleine ramen. Dergelijke windmolens zijn te vinden op bijna alle eilanden van de Cycladen.  Wat ooit een hoofdonderdeel van de activiteit van het eiland en een kracht van de lokale economie was, werd een toeristische attractie en bezienswaardigheid nadat het windmolenbedrijf rond het midden van de 20e eeuw beëindigd werd vanwege de concurrentie met industriële maalderijen. Een van deze windmolens is omgebouwd tot een museum.